# Torymus indicus
Torymus indicus is een vliesvleugelig insect uit de familie Torymidae. De wetenschappelijke naam is voor het eerst geldig gepubliceerd in 1946 door Ahmad.